# Svein Grøndalen
Svein Grøndalen, född 8 februari 1955 i Halden, är en tidigare norsk fotbollsspelare. Grøndalen spelade vänsterback eller mittback, och var känd för sin fysiska spelstil. Han ihågkommes kanske framför allt för sin brutala tackling av Ralf Edström i en landskamp mellan Norge och Sverige 1977, då Edström blev svårt skadad.
På klubbnivå spelade Grøndalen för Raufoss IL, Rosenborg BK och Moss FK. Han spelade totalt 77 A-landskamper för Norge.